# Cerbera manghas
Cerbera manghas – gatunek rośliny z rodziny toinowatych, pochodzący z tropikalnych rejonów Oceanu Indyjskiego i Pacyfiku. Roślina rozprzestrzenia się hydrochorycznie, dzięki owocom dryfującym wzdłuż wybrzeża. Preferuje zaplecze namorzynów. Roślina zawiera silnie trujący sok mleczny. Najbardziej toksyczne jest bielmo nasion. Zawarty w nich glikozyd nasercowy zwany cerberyną może spowodować śmierć.

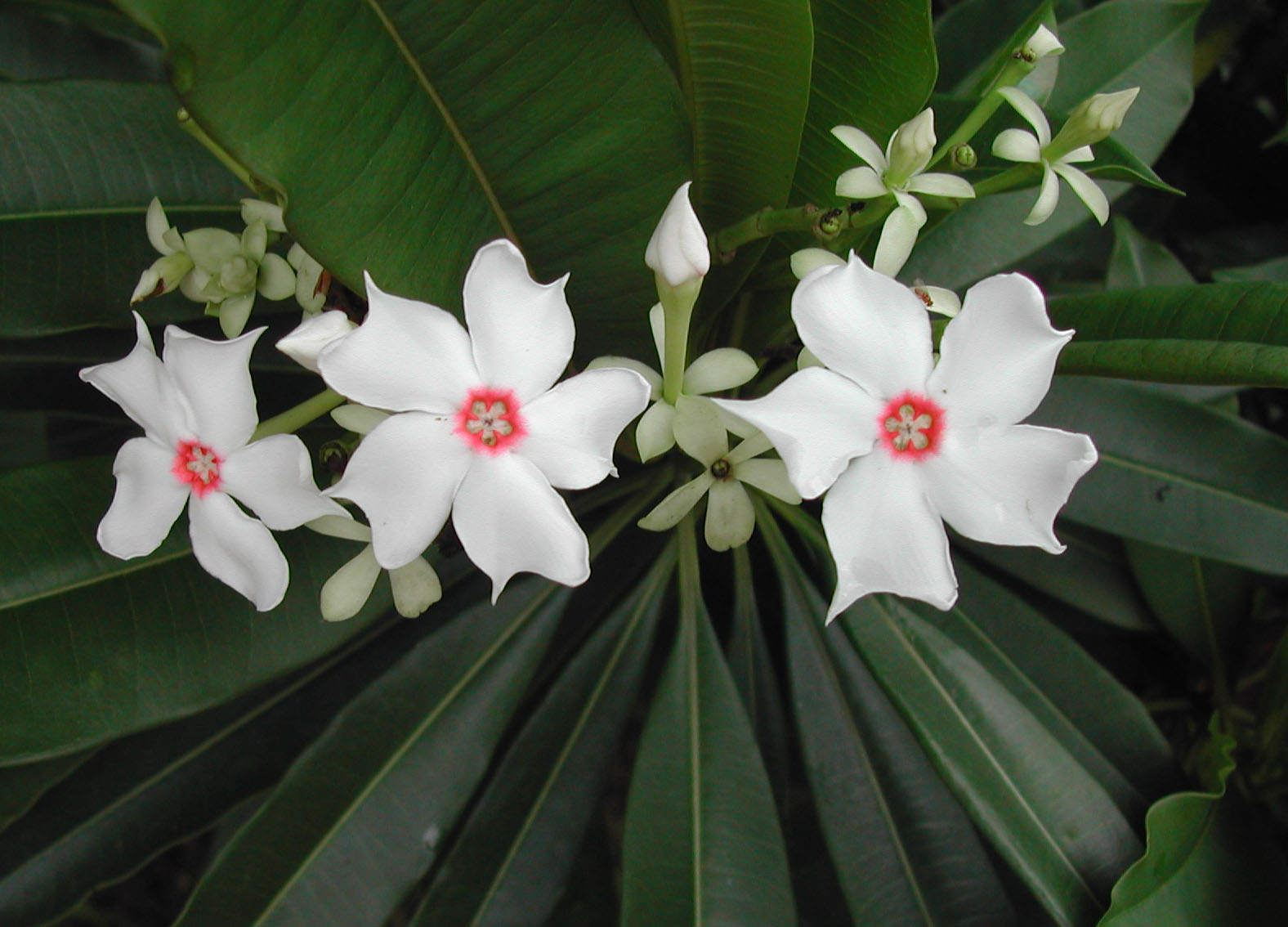
Kwiaty

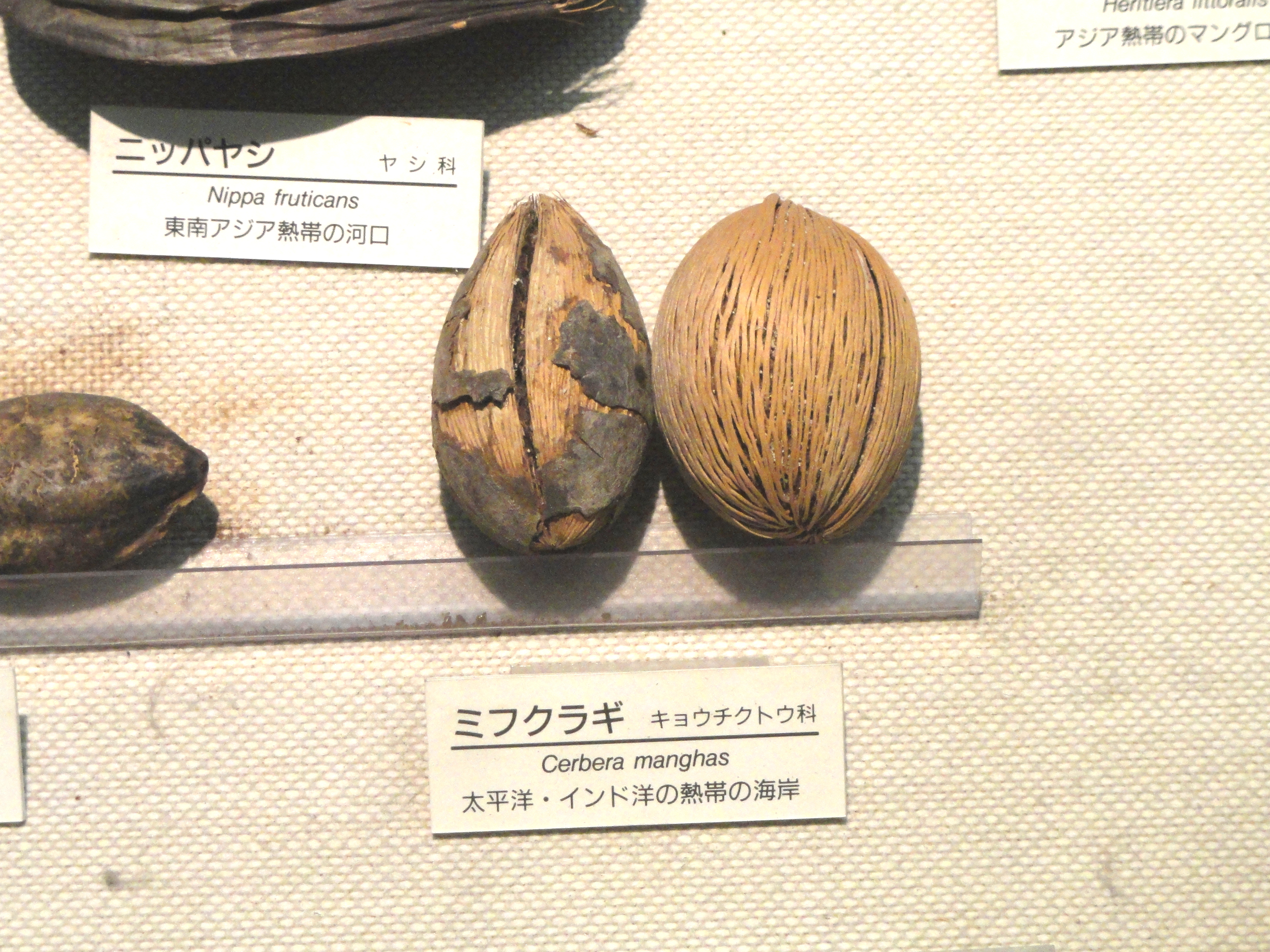
Owoce

## Morfologia
PokrójWiecznie zielone drzewo osiągające wysokość do 15 m; korona zaokrąglona, kora szara, spękana.
LiściePodługowato-owalne, ciemnozielone, błyszczące, o długości do 30 cm, z wyraźnie zaostrzoną końcówką.
KwiatyKwiaty barwy białej i jaśminowym zapachu. W gardzieli korony widoczna czerwonawa plamka, z czym wiąże się zwyczajowa nazwa angielska pink-eyed cerbera.
OwoceJajowate pestkowce o długości do 10 cm, przypominające wyglądem niedojrzały owoc mango, stąd popularna nazwa sea mango. Dojrzałe owoce mają barwę ciemnoczerwoną. Po opadnięciu egzokarp szybko czernieje i rozpada się. Mezokarp gruby, włóknisty, co pozwala owocom przez długi czas unosić się na wodzie, nie tracąc zdolności do kiełkowania.

## Zastosowanie
Gatunek sadzony jest jako drzewo ozdobne, ekranujące i cieniodajne.
Śmiertelnie trujące nasiona spożywano na Madagaskarze podczas sądów bożych zwanych rytuałem tangena.